# Choe Hyo-sim
Choe Hyo-sim est une haltérophile nord-coréenne née le 5 décembre 1993. Elle a remporté la médaille d'argent de l'épreuve des moins de 63 kg aux Jeux olympiques d'été de 2016 à Rio de Janeiro.